# CPU-Z

CPU-Z جامع نرم افزار پروفایل سیستم رایگان و برنامه نظارت برای مایکروسافت ویندوز و اندروید می باشد که واحد پردازش مرکزی ، رم ، چیپ سری مادربرد و دیگر مشخصات سخت افزاری کامپیوتر شخصی مدرن یا دستگاه اندرویدی را پیدا می کند.

## ویژگی ها
CPU-Z به طور حدودی در همه زمینه ها در مقایسه با ابزارهای فراهم شده در ویندوز برای شناسایی اجزاء سخت افزاری مختلف وسیع تر است و بدین ترتیب به شناسایی اجزای خاص بدون اینکه نیازی به باز کردن کیس باشد، کمک می کند. به ویژه تجدید نظر هسته و نرخ ساعت RAM . همچنین اطلاعات مربوط به GPU سیستم را ارائه می دهد.

## همچنین ببینید
- CPUID
- معیار (محاسبات)
- GPU-Z
- Speccy